# 道の駅たからだの里さいた
道の駅たからだの里さいた（みちのえき たからだのさとさいた）は、香川県三豊市財田町財田上にある香川県道5号観音寺池田線の道の駅である。

## 沿革
- 1999年（平成11年）8月27日 - 道の駅に登録される。
- 2016年（平成28年）1月27日 - 国土交通省により平成27年度重点「道の駅」に選定される[1]。

## 主な施設
- 駐車場
  - 普通車：104台
  - 大型車：3台
  - 身障者用：1台
- トイレ
  - 男：15器
  - 女：10器
  - 身障者用：1器
- 公衆電話
- 物産館
- 温泉施設
- 宿泊施設

## 休館日
- 毎週月曜日（祝日の場合、翌日）
- 年末年始

## アクセス

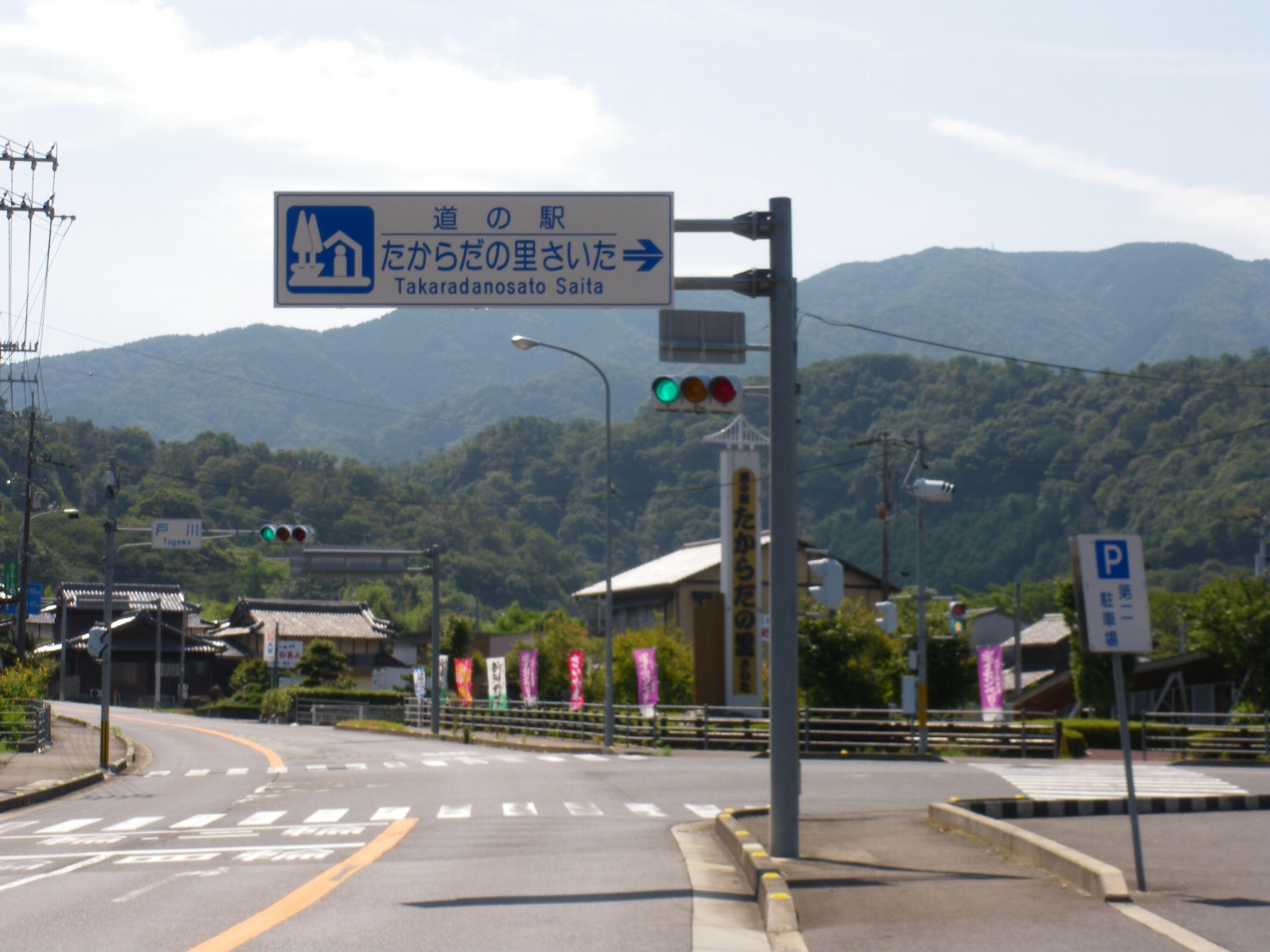
国道32号側の案内標識

- 香川県道5号観音寺池田線
  - 付近で国道32号接続。

## 周辺
- 三豊市役所財田支所
- 財田川
- 香川用水記念公園